# كلا الجنوبية (الشوافعة)
كلا الجنوبية هي إحدى مشيخات المملكة المغربية، تتبع جغرافيا لإقليم القنيطرة وإداريًا لالشوافعة. يقدر عدد سكانها بـ 8065 نسمة حسب الإحصاء الرسمي للسكان والسكنى لسنة 2004.